# Бальивиан, Хоакин
Хосе Хоакин Бальивиан Ачондо (исп. José Joaquín Ballivián Achondo; род. 22 апреля 1993, Сантьяго) — чилийский легкоатлет, специалист по толканию ядра. Выступает на профессиональном уровне с 2008 года, победитель и призёр ряда крупных международных турниров, многократный чемпион Чили, участник юношеских Олимпийских игр в Сингапуре.

## Биография
Хоакин Бальивиан родился 22 апреля 1993 года в Сантьяго, Чили.
Впервые заявил о себе в лёгкой атлетике на международном уровне в сезоне 2008 года, когда вошёл в состав чилийской сборной и выступил на юношеском южноафриканском первенстве в Лиме, где в зачёте толкания ядра стал шестым.
В 2009 году толкал ядро на юношеском мировом первенстве в Брессаноне, выиграл бронзовую медаль на юниорском южноамериканском первенстве в Сан-Паулу.
Благодаря успешному выступлению на отборочных соревнованиях в Уберландии удостоился права защищать честь страны на юношеских Олимпийских играх в Сингапуре, где в финале толкнул 5-килограмовое ядро на 20,36 метра и занял итоговое шестое место. Позднее на домашнем юношеском первенстве Южной Америки в Сантьяго с юношеским рекордом континента 20,53 одержал победу в толкании ядра и стал бронзовым призёром в метании диска.
В 2011 году в толкании ядра показал четвёртый результат на юниорском панамериканском первенстве в Мирамаре, победил на юниорском южноамериканском первенстве в Медельине.
В 2012 году в той же дисциплине был девятым на чемпионате мира среди юниоров в Барселоне, взял бронзу на молодёжном первенстве Южной Америки в Сан-Паулу.
Будучи студентом, в 2013 году представлял Чили на Всемироной Универсиаде в Казани — в ходе предварительного квалификационного этапа толкнул ядро на 17,27 метра, чего оказалось недостаточно для выхода в финал. Также в этом сезоне занял пятое место на Боливарианских играх в Трухильо.
В 2014 году стал четвёртым на молодёжном первенстве Южной Америки в Монтевидео.
В 2019 году выиграл чемпионат Чили в Сантьяго и начиная с этого времени входил в число сильнейших толкателей ядра страны, побеждая на всех национальных чемпионатах.
В 2023 году показал шестой результат на чемпионате Южной Америки в Сан-Паулу.
В 2024 году на чемпионате Южной Америки в помещении в Кочабамбе стал в толкании ядра пятым.